# Pierre qu'Abotse
Pierre qu'Abotse är en bergstopp i Schweiz. Den ligger i distriktet Aigle och kantonen Vaud, i den sydvästra delen av landet, 80 km söder om huvudstaden Bern. Toppen på Pierre qu'Abotse är 2 734 meter över havet.